# Xanthorhoe rudisaria
Xanthorhoe rudisaria är en fjärilsart som beskrevs av Walker 1862. Xanthorhoe rudisaria ingår i släktet Xanthorhoe och familjen mätare. Inga underarter finns listade i Catalogue of Life.